# Es Trenc

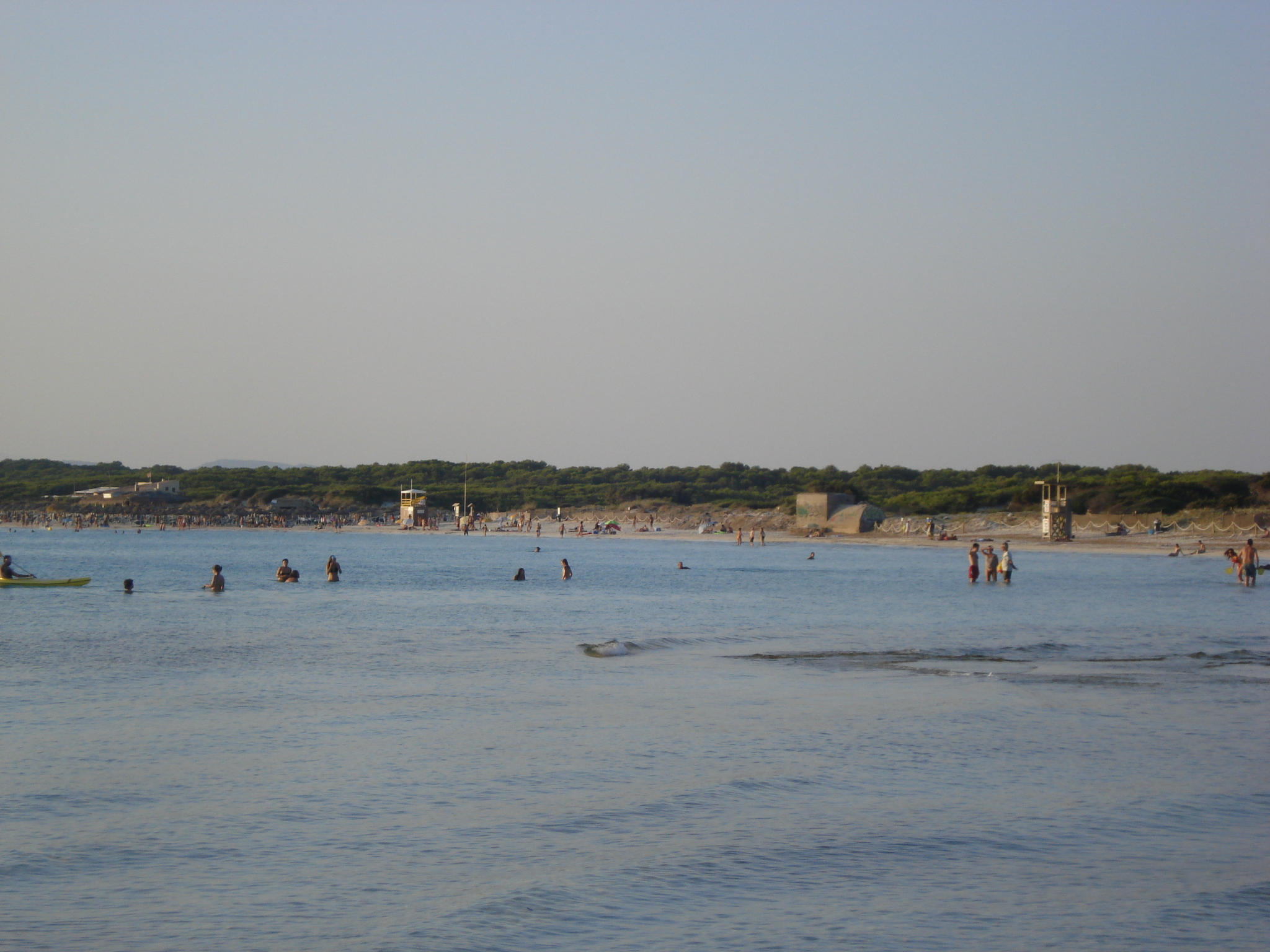
Platja des Trenc

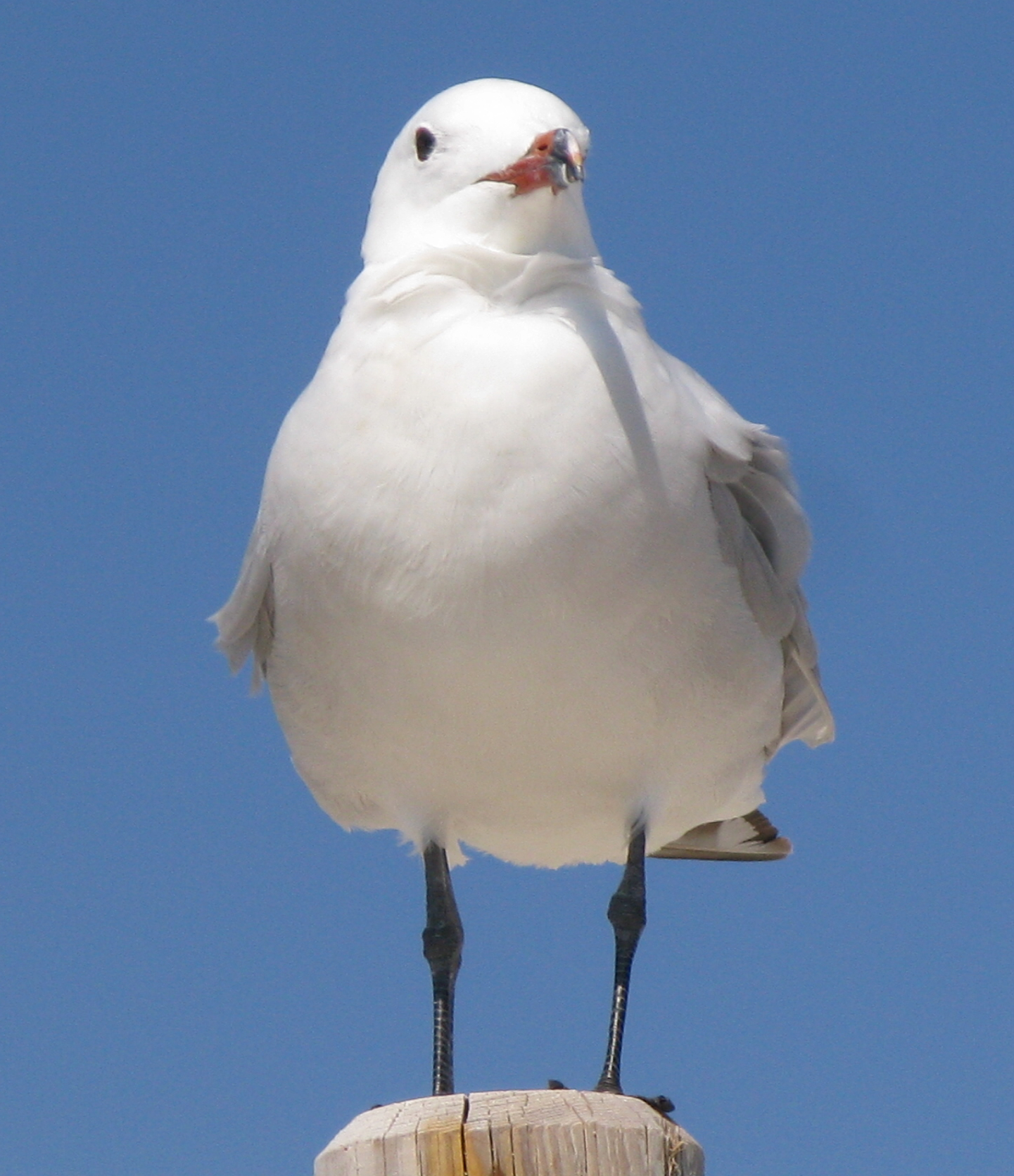
Gavina corsa a la platja.

Es Trenc és el nom amb què es coneix un arenal obert que s'estén durant diversos quilòmetres a la badia de sa Ràpita, al terme municipal de Campos (Mallorca) i des de 2017 forma part del Parc Natural Marítim Terrestre es Trenc-Salobrar de Campos.
El seu nom sembla provenir del fet que l'arenal i el seu sistema dunar constitueixen el dic natural que separa el deprimit pla de Campos de la mar. No debades, darrere es Trenc s'estenen les terres més baixes del terme, i inundades darrere es Trenc, a la zona humida d'es Salobrar de Campos, segona zona humida més important de Mallorca, després de s'Albufera d'Alcúdia. En èpoques de pluges torrencials, els torrents que drenen el sistema muntanyós de Randa i les muntanyes de Felanitx i Santanyí cap al Sud conflueixen tots al fons de la plana campanera, que no té, malgrat tot, sortida natural al mar. Així, l'aigua dels torrents, que només arranquen en cas d'inundacions, corr cap es Salobrar, on els llits es difonen i inunden tota la zona. L'aigua acumulada, en no tenir sortida cap al mar, trenca de vegades la duna de la platja i l'aigua evacua cap a la mar. Aquest "trenc" que es produeix a la duna podria haver donat el nom a la platja, que és oberta i rectilínia, enfocada cap a ponent i llebeig.
La platja comença després de la zona rocallosa de ses Covetes, cap a Xaloc. Durant diversos quilòmetres no es troba cap accident geogràfic destacable. Passats uns quilòmetres, hi ha una captació artificial d'aigua de la mar que alimenta, mitjançant un motor, les salines instal·lades a una zona d'es Salobrar. Després hi ha dos petits sortints rocallosos que formen dues minúscules cales arenoses, anomenades respectivament "es Pregons grans" i "es Pregons Petits", davant les quals s'hi situa l'únic illot de Campos, un illot molt proper a la costa, de forma allargada cap a Ponent, conegut amb el nom d'illa Gavina, separada de terra ferma per un petit braç de mar d'escassos 2-3 metres de profunditat. Després d'es Pedregons la platja es tanca amb una punta rocallosa molt plana, per donar pas a una altra platja molt més tancada i recollida anomenada "es Coto". Aquesta platja, als seus darrers metres tanca la badia de sa Ràpita i el terme de Campos, car immediatament després de la platja comença el terme de ses Salines i el nucli turístic de sa Colònia de Sant Jordi.
L'arena d'es Trenc és blanca i molt fina. Les seves aigües són cristal·lines i constitueixen un dels arenals més emblemàtics de Mallorca. Moltes promocions turístiques de l'Illa es fan amb fotografies d'es Trenc, darrer arenal verge de Mallorca, i això ha suscitat entre els campaners una reclamació en forma de fons de compensació, ja que de les seves platges verges, el sector turístic d'altres municipis en fa reclam, i Campos no se'n beneficia en absolut. Aquesta demanda, però, no ha estat mai atesa.
La platja d'es Trenc s'estén per les possessions de sa Barrala i ses Arenes. Durant els anys 80 hi va haver diferents projectes urbanitzatius que no s'arribaren a materialitzar per la forta oposició dels moviments ecologistes de Mallorca. Avui, tota la platja i la zona humida contigua d'es Salobrar estan protegides com a ANEI. Tanmateix, els anys 90 es promogueren il·legalment un seguit d'apartaments al nucli de ses Covetes, just al límit d'es Trenc. Després de litigis interminables, s'ha sentenciat irrevocablement sobre la il·legalitat de les obres i la seva obligada demolició, ja duita a terme.
L'enorme allau de visitants que rep es Trenc cada estiu ha obligat a construir-hi dos aparcaments a ses Covetes i darrere la duna. L'ajuntament de Campos i les institucions de les Illes miren de regular-hi l'accés per protegir el fràgil sistema dunar, que tanmateix va perdent arena any rere any.
Sobre l'arena hi ha diverses construccions: sis búnquers de l'època de la guerra civil, tres barraques, un restaurant i un petit centre mèdic. La platja està vigilada en alguns trams, i en d'altres s'hi practica el nudisme. Quan bufa el vent de ponent es formen corrents forts que són perillosos per als banyistes, car impedeixen de tornar a la vorera.